# Maria Balcerkiewiczówna
Maria Wanda Balcerkiewiczówna (ur. 21 grudnia 1903 w Warszawie, zm. 11 lutego 1975 w Londynie) – polska aktorka sceniczna i filmowa.

## Życiorys
Była córką agenta Kolei Warszawsko-Wiedeńskiej Kazimierza Balcerkiewicza i Zofii Leonii z Jerzmanowskich. Ukończyła szkołę filmową C. Rino-Lupo w 1921 roku. Później pobierała prywatne lekcje gry aktorskiej u głośnego aktora Aleksandra Zelwerowicza. Jako aktorka zadebiutowała 20 czerwca 1922 w Teatrze Komedia w Warszawie. W sierpniu z zespołem tego teatru występowała na prowincji, m.in. w Kaliszu, Piotrkowie, Płocku, Włocławku. W tym samym roku zatrudniona była także w Teatrze Maska. W czerwcu i lipcu następnego roku wraz z zespołem Karola Adwentowicza grała m.in. we Włocławku i Ciechocinku. W sezonie 1923/24, zaangażowana przez Arnolda Szyfmana grała na scenach Teatru Polskiego, Małego i Komedii, a w sezonie 1924/25 Polskiego i Małego. W październiku 1924 z aktorami warszawskiego Teatru Rozmaitości występowała w Kaliszu i Płocku. W kolejnym sezonie znalazła się w zespole stołecznego Teatru im. Bogusławskiego, a od sezonu 1926/27 występowała w Teatrach Miejskich. Jesienią 1926 zaproszono ją na gościnne występy do Teatru Miejskiego w Toruniu.
Dla wytwórni Syrena Record nagrała w 1927 płyty z recytacjami dzieł literackich. 
W latach 1929–1931 prowadziła własny zespół objazdowy, z którym występowała głównie na prowincji, choć grała również w Teatrze Letnim i Narodowym w stolicy. W lutym 1933 wystąpiła w programie rewiowym w warszawskim teatrze Alhambra, a w roku następnym grała w Teatrze Miejskim w Łodzi. 

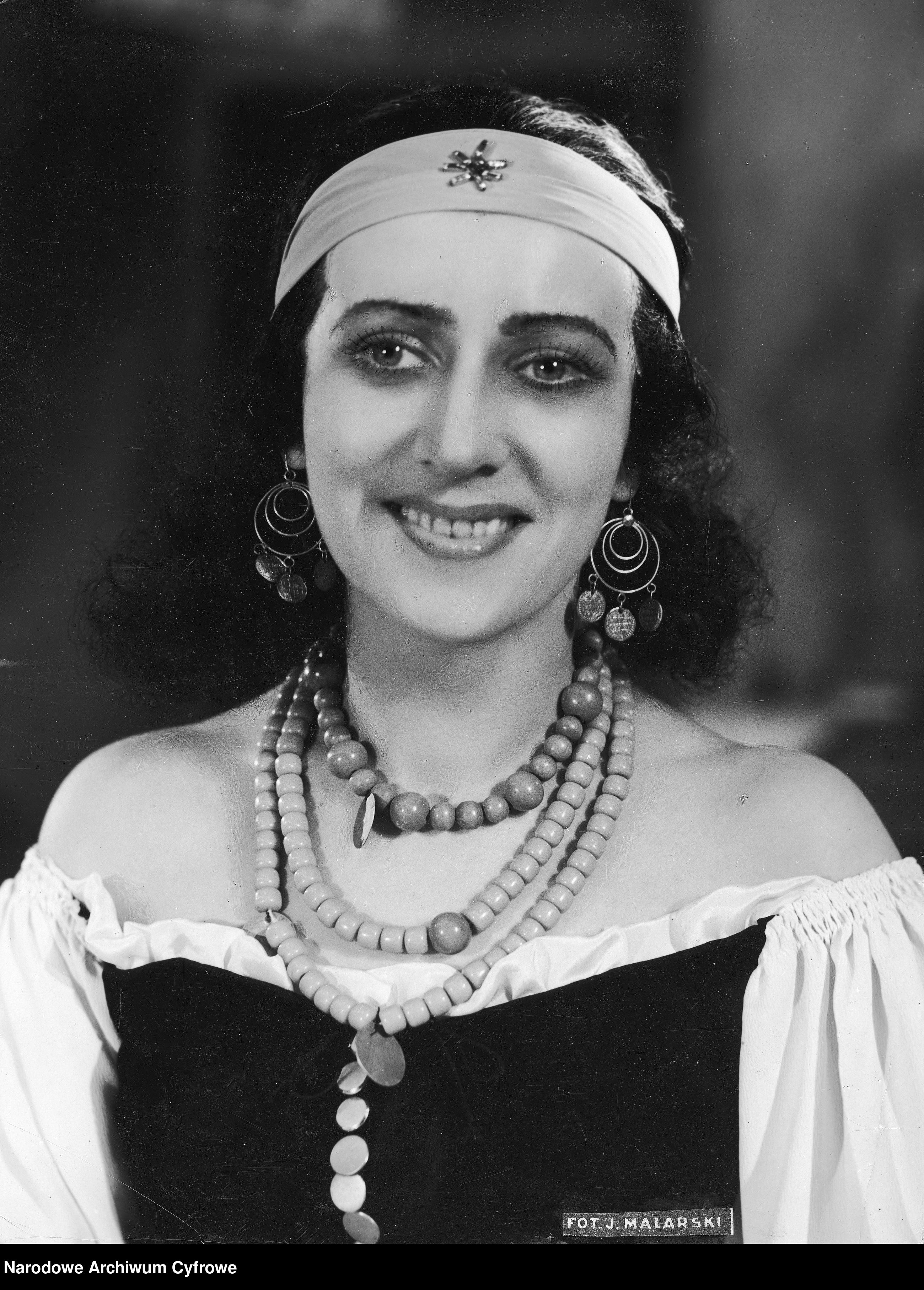
Maria Balcerkiewiczówna w Cyganerii Warszawskiej na deskach Teatru Narodowego w Warszawie (1936)

Od sezonu 1934/35 zaangażowana do teatrów TKKT, występowała początkowo głównie w Teatrze Nowym, następnie również w Polskim (1935) i Małym (1936), a od 1936 do wybuchu wojny stale na scenach teatrów Narodowego, Nowego i Letniego. 
Równocześnie pojawiała się też na dużym ekranie, grając w kilku filmach fabularnych. Znana była również jako recytatorka oraz tłumaczka (znała 9 języków).
Poza działalnością aktorką uprawiała też pływanie, należąc do Akademickiego Klubu Sportowego.
Podczas II wojny światowej znalazła się w Londynie, gdzie zamieszkała na stałe. Należała do emigracyjnego ZASP, lecz na scenie pojawiała się okazjonalnie. Ze względu na trudne warunki materialne zajmowała się m.in. tłumaczeniem dla angielskiej firmy zajmującej się eksportem futer. Współpracowała też z "Times Literary Supplement".

## Filmografia
- 1936 – August Mocny (hrabina Jabłonowska)
- 1934 – Młody las
- 1934 – Zmarłe echo (Ewa)
- 1928 – Ludzie dzisiejsi (nauczycielka)
- 1927 – Uśmiech losy (aktorka kabaretowa Łośnicka)
- 1926 – Trędowata (Melania, córka Barskiego)
- 1925 – Wampiry Warszawy. Tajemnica taksówki nr 1051 (księżna Tamarska)
- 1924 – O czym się nie mówi (jedna z „tych”)